# Ossario di San Martino
L'ossario di San Martino della Battaglia è un ossario monumentale che si trova a San Martino della Battaglia (frazione di Desenzano del Garda), nei pressi dell'omonima torre monumentale e del Museo del Risorgimento di Solferino e San Martino.

## Descrizione
L'ossario, ospitato all'interno della cappella gentilizia dei conti Treccani, raccoglie 1 274 teschi e le ossa di 2 619 soldati dell'Armata Sarda e dell'VIII Corpo d'armata dell'Imperial regio Esercito austriaco che combatterono la cruenta battaglia di San Martino (24 giugno 1859), scontro armato della seconda guerra d'indipendenza.
L'ossario monumentale di San Martino è stato inaugurato il 24 giugno 1870. Il viale d'accesso alla cappella ospita una serie di cippi commemorativi dei reparti che presero parte agli scontri. Una lapide riporta il seguente epitaffio:
(Iscrizione di una lapide commemorativa)
La facciata dell'ossario è arricchita da tre mosaici realizzati da alcuni pittori del laboratorio Salviati di Venezia.